# Pericoma granadica
Pericoma granadica és una espècie d'insecte dípter pertanyent a la família dels psicòdids que es troba a Europa.